# FVD
FVD (ang. Forward Versatile Disc) – jedno z rozwinięć formatu DVD, zbliżone funkcjonalnością do EVD i prawdopodobnie będzie dostępne tylko na Tajwanie. W przeciwieństwie do EVD, FVD korzysta ze zmodyfikowanych nośników, których pojemność wynosi do 5,4 GB dla płyty jednowarstwowej i 9,8 GB dla płyty dwuwarstwowej. 
Druga generacja FVD będzie dodatkowo wzbogacona trzecią warstwą, w której pojemność będzie wynosiła: 6,0 GB, 11,0 GB i 15,0 GB, a do odczytywania danych mających 6 GB wykorzystywany będzie czerwony laser o długości fali 660 nm. Wraz z HD DVD i Blu-rayem ma w perspektywie zastąpić DVD. 
Firmami wspierającymi ten format są m.in. BenQ, CMC Magnetics, Lite-On oraz Ritek.